# Oscar Geismar
Oscar William Harald Geismar, född 12 november 1877 i Köpenhamn, död 10 juli 1950 i Frederiksberg, var en dansk teolog.
Oscar Geismar var bror till Eduard Geismar. Efter anställning som tidningsman och lärare blev han 1899 präst på Lolland och var 1931–1947 präst vid Christiansborgs slottskyrka i Köpenhamn. Bland Geismars skrifter märks Den evige Sang (2 band, 1925–1929), Kristus, Guds levende Ord (2 band, 1933–1934) och Mennesker, jeg mødte (1944).